# Lasiognathus intermedius
Lasiognathus intermedius är en fiskart som beskrevs av Erik Bertelsen och Pietsch, 1996. Lasiognathus intermedius ingår i släktet Lasiognathus och familjen Thaumatichthyidae. Inga underarter finns listade i Catalogue of Life.